# U.S. Post Office Suffern

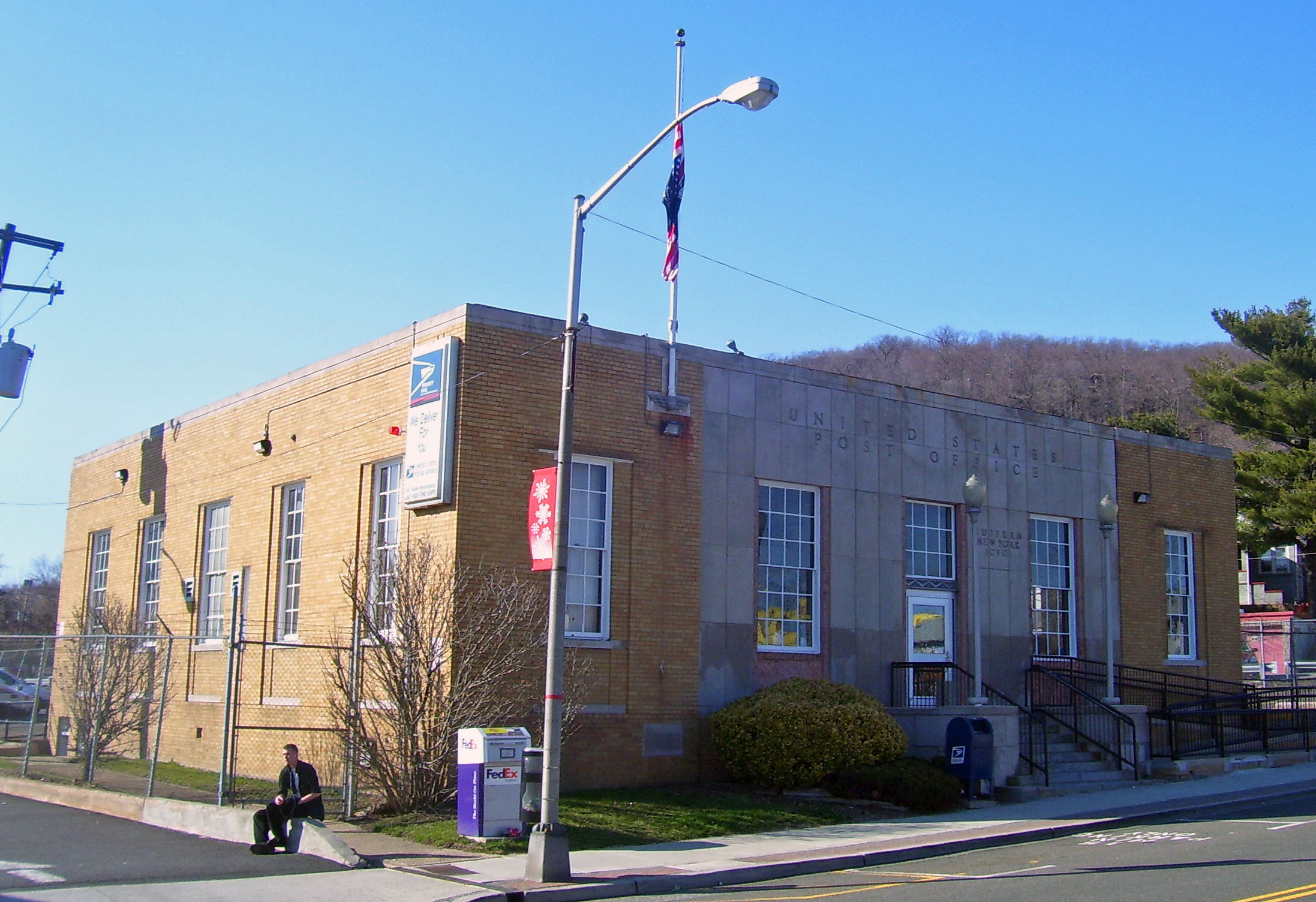
Ansicht der Hauptfassade und der Südseite (2008)

Das U.S. Post Office in Suffern, New York ist das für Suffern, New York zuständige Postamt, das den ZIP-Code-Bereich 10901 mit der Village Suffern bedient. Es befindet sich an der Chestnut Street zwischen New York State Route 59 und U.S. Highway 202 am nördlichen Rand des zentralen Geschäftsviertels. Das Bauwerk wurde 1989 in das National Register of Historic Places aufgenommen.
Es wurde in der Zeit des New Deal erbaut und spiegelt die Baustile dieser Zeit wider und kombiniert den Colonial Revival, der durch das United States Department of the Treasury für neue Postamtsgebäude am Anfang des 20. Jahrhunderts bevorzugt wurde, mit der Streamline-Moderne, die in den späten 1930er Jahren dominierte. Im Innern ist besonders ein Relief von Elliot Means auffällig, das durch die Works Progress Administration in Auftrag gegeben wurde.

## Gebäude
Die mittleren drei Felder der Frontfassade haben symmetrisch angeordnete Kalksteinplatten mit senkrechten Zierleisten aus Marmor. Buchstaben aus poliertem Aluminium sind über dem Haupteingang angebracht und identifizieren das Gebäude als Postamt des Ortes. Dem Gebäude wurden nach seiner Fertigstellung einige Lampensäulen aus dem gleichen Material beigefügt.
Das Postamt ist ein einstöckiges, mit gelbbraunen Ziegelsteinen verkleidetes Stahlskelettbau-Gebäude mit fünf Jochen. Es ist quadratisch geformt und hat ein Flachdach. Aluminium wurde auch für die Türen und das Vestibül verwendet, die zu einer L-förmigen Lobby führen, die fast unverändert erhalten ist. Der Bodenbelag besteht aus Keramikfliesen und einer Lambris bis zur Höhe der Schaltertresen. An der Wand über der Eingangstür zum Dienstzimmer des Postmeisters befindet sich ein Relief des Bildhauers Elliot Means; es trägt den Titel Communication und zeigt eine teilweise bekleidete Frau, die von Mond, Wolken, Sternen, Bergen und Wellen umgeben ist und einen brennenden Pfeil abschießt.

## Geschichte
Sufferns erstes Postamt wurde 1797 durch den Stadtgründer John Suffern eröffnet, wurde aber ein Jahr später aufgegeben. Offiziell entstand das Postamt 1858 und über die Jahre wurden verschiedene angemietete Räumlichkeiten verwendet. Als das Treasury Department, das damals die für das Postwesen zuständige Behörde war, 1931 den Kongress dazu brachte, Mittel für den Bau von eigenständigen Postamtsgebäuden in mehreren Gemeinden im Staat New York zu bewilligen, war Suffern berücksichtigt.
Das Grundstück wurde 1935 für 20.000 US-Dollar angekauft und im Jahr darauf entstand zu den Baukosten von 90.000 US-Dollar das neue Gebäude. Der Chefarchitekt des Treasury Departments Louis Simon verwendete ein strenges Colonial-Revival-Design, was durch die Fensteranordnung des Gebäudes, die Verklinkerung und die mehrfachverglasten Aufziehfenster deutlich wird. Variationen von diesem Grundentwurf findet man bei anderen Postämtern in New York, deren Bau in dieser Zeit Simon projektierte.
Im Gegensatz zu den anderen Postämtern, die Simon zu dieser Zeit anderswo im Bundesstaat baute, berücksichtigte er hier mehr zeitgenössische Elemente des Art déco und der Streamline-Moderne, etwa die ausgedehnten Vorsatzziegel, die Verwendung von Aluminium bei den Oberlichtern, die Kalksteinplatten und das Fehlen von Ornamenten an der Außenfassade oder den übrigen Gesimsen. Lediglich das Postamt in Waverly im Chemung County, das fast eine genaue Kopie ist, verwendet ebenfalls diese Baustile der modernen Architektur.
Means’ Relief wurde 1937 hinzugefügt und außer der Installation von Leuchtstofflampen in der Lobby im Jahre 1965 blieb das Gebäude seit seiner Eröffnung ohne größere Änderungen.

## Quelle
- Larry Gobrecht: National Register of Historic Places nomination, U.S. Post Office (Suffern, New York). November 1986, abgerufen am 28. Mai 2008.

Koordinaten: 41° 6′ 59″ N, 74° 9′ 7″ W